# Macadamia neurophylla
Espèce
Synonymes
- Kermadecia neurophylla Guillaumin[1] [2]
- Macadamia neurophylla (Guillaumin) Virot[2]
- Virotia neurophylla (Guillaumin) P.H.Weston & A.R.Mast (préféré par BioLib)[2]

Statut de conservation UICN

 VU B1+2c : Vulnérable
Macadamia neurophylla est une espèce de plantes de la famille des Proteaceae.

## Publication originale
- Flore de la Nouvelle-Calédonie 2: 133. 1968.